# Крол, Джон Джозеф
Джон Джозеф Крол (англ. John Joseph Krol; 26 октября 1910, Кливленд, США — 3 марта 1996, Филадельфия, США) — американский кардинал. Титулярный епископ Кади и вспомогательный епископ Кливленда с 11 июля 1953 по 11 февраля 1961. Генеральный викарий епархии Кливленда с 4 июня 1954 по 11 февраля 1961. Архиепископ Филадельфии с 11 февраля 1961 по 8 декабря 1987. Кардинал-священник с 26 июня 1967, с титулом церкви Санта-Мария-делла-Мерчеде-э-Сант-Адриано-а-Вилла-Альбани с 28 июня 1967.